# Quetteville
Quetteville település Franciaországban, Calvados megyében. Lakosainak száma 398 fő (2022. január 1.). Quetteville Genneville, Saint-Benoît-d’Hébertot, Beuzeville, Manneville-la-Raoult és Ablon községekkel határos.

## Népesség
A település népességének változása:
| Lakosok száma | 303  | 221  | 263  | 367  | 372  | 375  | 375  | 391  | 399  | 398  |
|               | 1968 | 1982 | 1990 | 2006 | 2013 | 2015 | 2017 | 2019 | 2020 | 2022 |